# Qasr-e Qand (Verwaltungsbezirk)
Qasr-e Qand (persisch شهرستان قصرقند) ist ein Schahrestan in der Provinz Sistan und Belutschistan im Iran. Er enthält die Stadt Qasr-e Qand, welche die Hauptstadt des Verwaltungsbezirks ist.

## Demografie
Bei der Volkszählung 2016 betrug die Einwohnerzahl des Schahrestan 61.076. Die Alphabetisierung lag bei 65 Prozent der Bevölkerung. Knapp 19 Prozent der Bevölkerung lebten in urbanen Regionen.
| Zensusjahr | Einwohnerzahl |
| ---------- | ------------- |
| 2011       | 57.000        |
| 2016       | 61.076        |